# Parc Izvor
Pour les articles homonymes, voir Izvor.
Le parc Izvor (en roumain : Parcul Izvor, « parc du printemps » en français) est un parc urbain situé à Bucarest, en Roumanie. Ouvert dans les années 1990, il est situé à proximité du centre-ville de Bucarest depuis lequel il est facilement accessible à pied et via les transports en commun.
Le parc est principalement utilisé comme un lieu de promenade et de détente mais il accueille également des infrastructures propres à la pratique sportive et de loisirs, notamment pour les enfants. Il est fréquenté en moyenne par 820 personnes chaque jour de week-end.
Les organisations environnementales ont déploré à plusieurs reprises l'état du parc, dégradé en raison de l'organisation de nombreux événements.

## Situation et accès
Le parc Izvor est situé dans le secteur 5 de Bucarest, capitale de la Roumanie. Il est bordé au nord par la rivière Dâmbovița et se trouve au nord du Palais du Parlement.
Situé à 1 km de la place de l'Union (Piața Unirii), le parc est facilement accessible à pied depuis le centre-ville via le Splaiul Independenței. Il est également desservi par les lignes M1 et M3 de métro (station Izvor au nord) et les lignes 104, 123, 136 et 385 de bus.

## Origine du nom
Le parc Izvor tire son nom du mot roumain izvor, qui signifie source.

## Historique
Avant 1984-1985, l'emplacement actuel du parc comprenait la colline Mihai-Vodă, sur laquelle s'élevait l'église Mihai Vodă. Dans le cadre du plan de modernisation de Bucarest et la construction du centre civique, la colline est nivelée et les chapelles de l'église sont démolies. L'église Mihai Vodă et son clocher sont sauvés en 1985 et déplacés vers l'est sur une distance de 289 m et abaissés de 6,2 m, jusqu'à la rive de la Dâmbovița où elle est désormais cachée derrière des blocs dans la rue Sapienței. Les autres bâtiments de la colline sont également démolis, y compris le palais des archives d'État — reconstruit en 1900-1916 selon les plans des architectes Petre Antonescu et Cristofi Cerchez —, le site archéologique contenant des vestiges de l'âge du bronze dans la cour de l'église, ainsi que des vestiges de la Curtea Nouă (ro), construite par Alexandre Ypsilántis. Le site récemment nivelé devait abriter une grande salle de conférence et de réception. Cependant, après la révolution roumaine de 1989, ce projet n'est jamais lancé.
Au niveau de l'intersection entre le Splaiul Independenței et la rue Bogdan Petriceicu Hasdeu, à proximité du pont Hasdeu, à l'extrémité nord-ouest du parc Izvor, en face de la faculté de biologie de l'université de Bucarest (ro), se trouvait depuis 1925 l'Institut de chimie théorique de l'université de Bucarest. Le bâtiment, en forme de L et comportant 3 étages, est fortement ébranlé par le tremblement de terre du 10 novembre 1940 puis s'effondre lors du tremblement de terre du 4 mars 1977. Les vestiges de la faculté sont démolis et le bâtiment n'est jamais reconstruit. L'Institut de chimie théorique, devenu la faculté de chimie en 1948, est relocalisé sur la route de Pandurilor dans un bâtiment qui appartenait à l'asile Elena Doamna.
Dans les années 1980, tout le quartier Izvor, un ancien quartier résidentiel, est démoli pour créer une esplanade destinée à mettre en valeur le Palais du Parlement — le projet favori du chef de l'État Nicolae Ceaușescu —, dont la construction débute en 1984. Le parc Izvor est aménagé en lieu et place du quartier Izvor et de la faculté de chimie. Dans les années 1990, la mairie aménage des allées, plante des arbres et baptise l'endroit « Parcul Izvor » en roumain (« parc du printemps »).
À l'occasion de la Journée européenne des parcs, l'allée Václav Havel est inaugurée dans le parc Izvor le 24 mai 2012. Ce projet d'allée avait été initié par l'ambassadeur de la République tchèque à Bucarest, Jiří Šitler, qui a fait don de 40 tilleuls, symbole national du peuple tchèque, à cette fin.

## Description

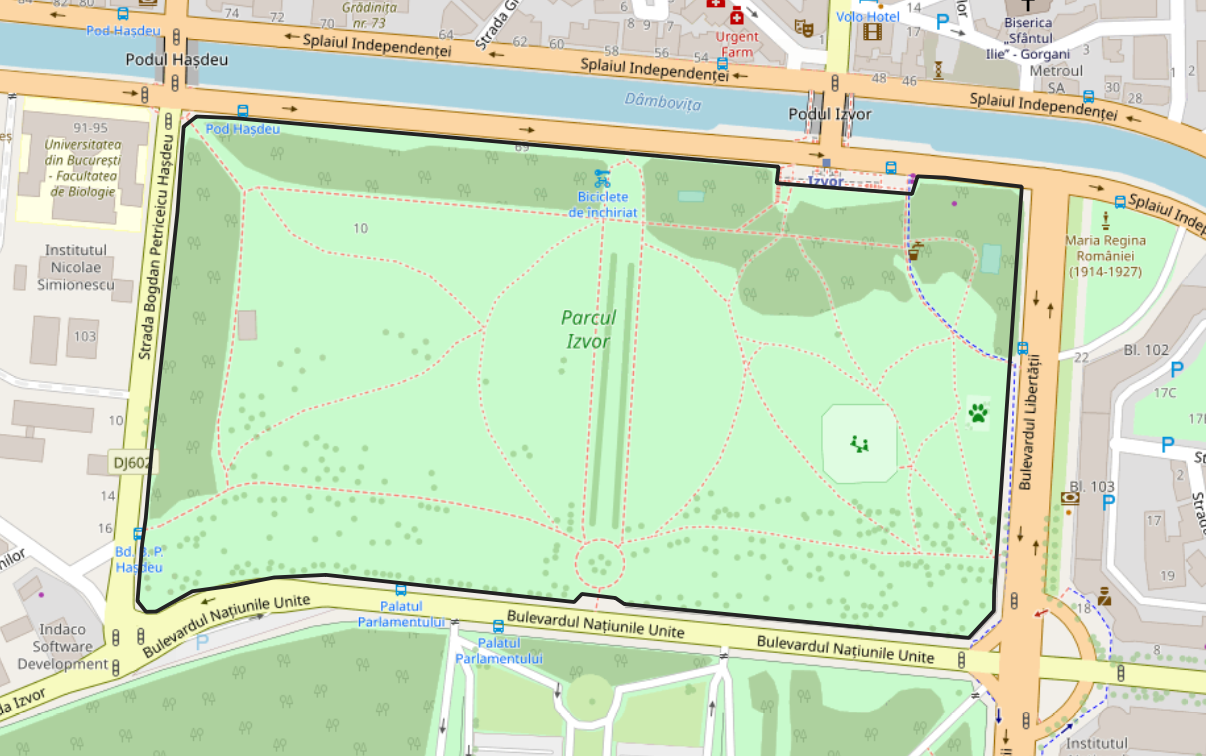
Plan du parc (données OpenStreetMap).

D'une forme rectangulaire, le parc Izvor s'étend sur 16 hectares. Il dispose de 7 entrées réparties tout autour du parc. Il est visité en moyenne par 820 personnes chaque jour de week-end ; celles-ci y restent en moyenne 97 minutes.

### Éléments naturels

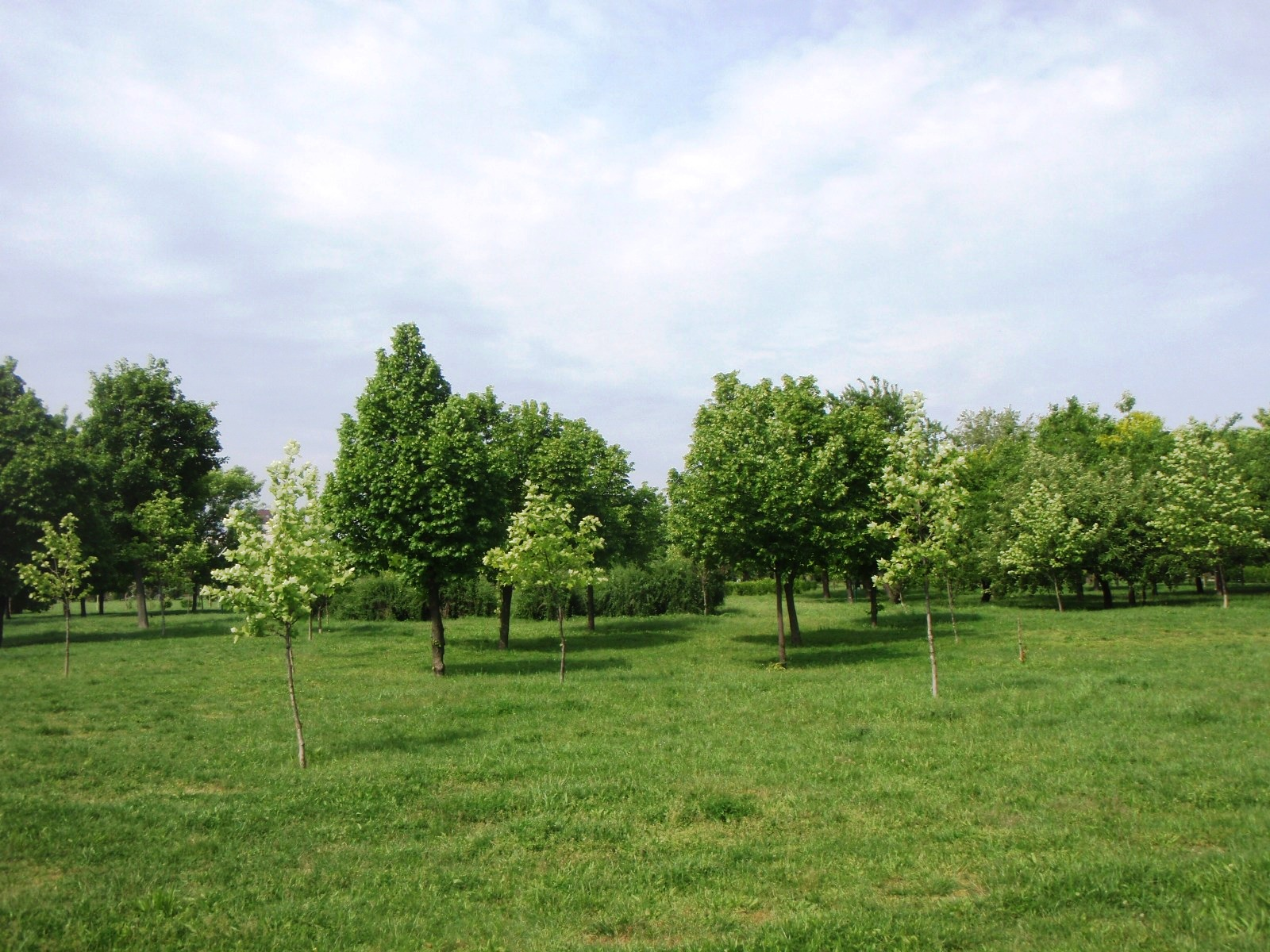
Une des prairies arborées du parc Izvor.

Le parc dispose de grandes prairies arborées permettant la promenade et la détente des visiteurs. La partie nord du parc est particulièrement arborée.

### Infrastructures humaines
Le parc Izvor dispose d'infrastructures similaires à celles que l'on trouve habituellement dans les parcs urbains : sentiers piétons, voies cyclables, parkings à vélos, parc canin, etc. Les 4 allées principales, d'une longueur totale d'environ 3,2 km, sont plébiscitées pour la pratique du jogging.
En mai 2010, la mairie de Bucarest aménage une aire de jeux pour enfants dans le parc, sur une surface de 2 400 m2. Elle comprend un château miniature, appelé « Parlamentul Copiilor » (« Parlement des enfants »), contenant des tourelles d'où sortent des toboggans. Il y a également des balançoires et balançoires à bascule, y compris pour les enfants en situation de handicap. Des appareils de fitness et des tables de tennis de table se trouvent aussi à proximité.

### Événements temporaires
En 2008, à l'occasion de l'organisation du « Bucharest City Challenge » autour du Palais du Parlement, une partie des tribunes du circuit de formule 3 Bucharest Ring est installée dans le parc Izvor. Cela a nécessité l'abattage de plusieurs dizaines d'arbres, ce qui a suscité des protestations de la part des organisations environnementales. En particulier, elles demandent au maire de ne plus approuver l'organisation d'événements dans le parc Izvor qui, petit à petit, le détruisent.
Lors du dernier jour du projet « Bucureștiul în spațiul verde European » (« Bucarest dans l'espace vert européen »), qui s'est déroulé du 15 mars au 15 avril 2009, 30 platanes ont été plantés dans le parc Izvor. L'initiative fait partie d'un programme plus large de verdissement de la capitale.
En juin 2009, 32 arbres sont abattus dans le parc dans le cadre de la construction du mémorial de l'holocauste, ce qui a provoqué la protestation de certaines associations environnementales. À l'issue de nombreuses discussions, le maire Sorin Oprescu demande au créateur du monument, Peter Jacobi (ro), de planter 125 arbres dans le parc, soit environ cinq arbres plantés par arbre abattu.
Le 26 août 2009, le parc Izvor accueille un concert de Madonna dans le cadre de sa tournée Sticky and Sweet Tour. Des organisations environnementales déplorent l'état du parc après l'événement, en considérant que les prairies ont été transformées en déserts, et estiment les dégâts à un million de lei.
En octobre 2011, la mairie de Bucarest, avec le soutien de plus de 200 volontaires, achève la plantation de plus de 200 arbres (bouleaux, châtaigniers, chênes, palmiers, magnolias, saules, etc.) dans le parc Izvor pour marquer symboliquement l'année internationale du volontariat.
Le 15 avril 2016, la mairie de Bucarest organise la plantation de 250 arbres (catalpas, bouleaux, chênes, thuyas) dans le parc.